# George Onslow
Pour les articles homonymes, voir Onslow.
André George Louis Onslow (prononcer onzlo) est un compositeur français, né à Clermont-Ferrand le 27 juillet 1784 et mort dans cette même ville le 3 octobre 1853,.

## Biographie
André George Louis Onslow voit le jour à Clermont-Ferrand le 27 juillet 1784. Fils d'Edward Onslow, anglais, et de Marie de Bourdeille, il est baptisé le lendemain en la paroisse Saint-Genès. Il se marie à Paris le 20 juillet 1808 en l'église Notre-Dame-des-Victoires avec Charlotte-Françoise-Delphine de Fontanges (1790-1879). Le couple a trois enfants : Louis-Arthur, Georgine et Henriette. Sa fille  Henriette Onslow (1814-1883) épouse Joseph de Pierre (1808-1885), propriétaire du château d'Aulteribe que le couple a restauré. Le château d'Aulteribe détient une partie des meubles et objets ayant appartenu à George Onslow, dont son piano Pleyel, de 1846, installé dans le grand salon du château. Chaque année, des concerts sont organisés en son honneur.  
En 1829, un accident de chasse le laisse sourd de l'oreille gauche. Il évoque sa douleur dans le célèbre quintette dit « de la balle », en quatre mouvements intitulés : « Allegro, douleur, convalescence, guérison. »

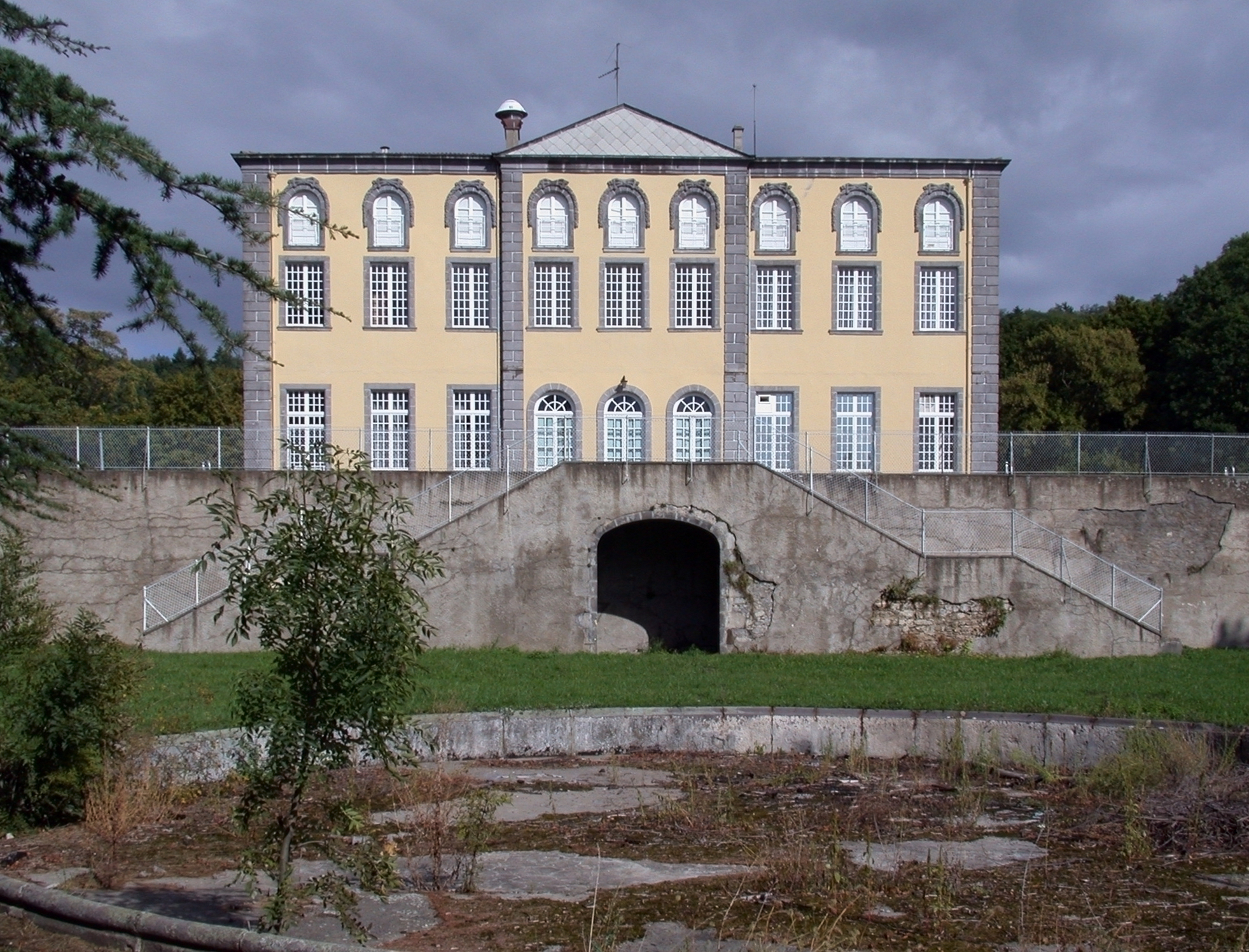
Château de Chalendrat à Mirefleurs.
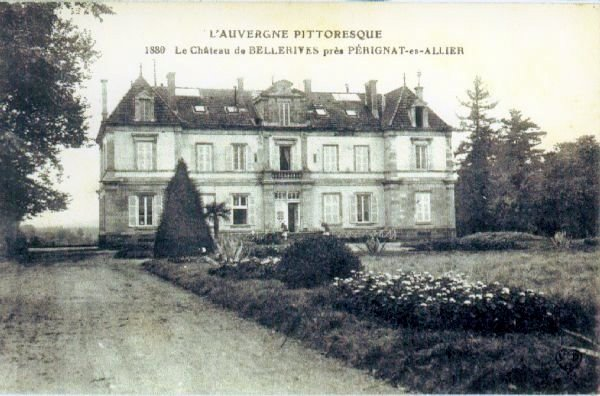
Château de Bellerive.
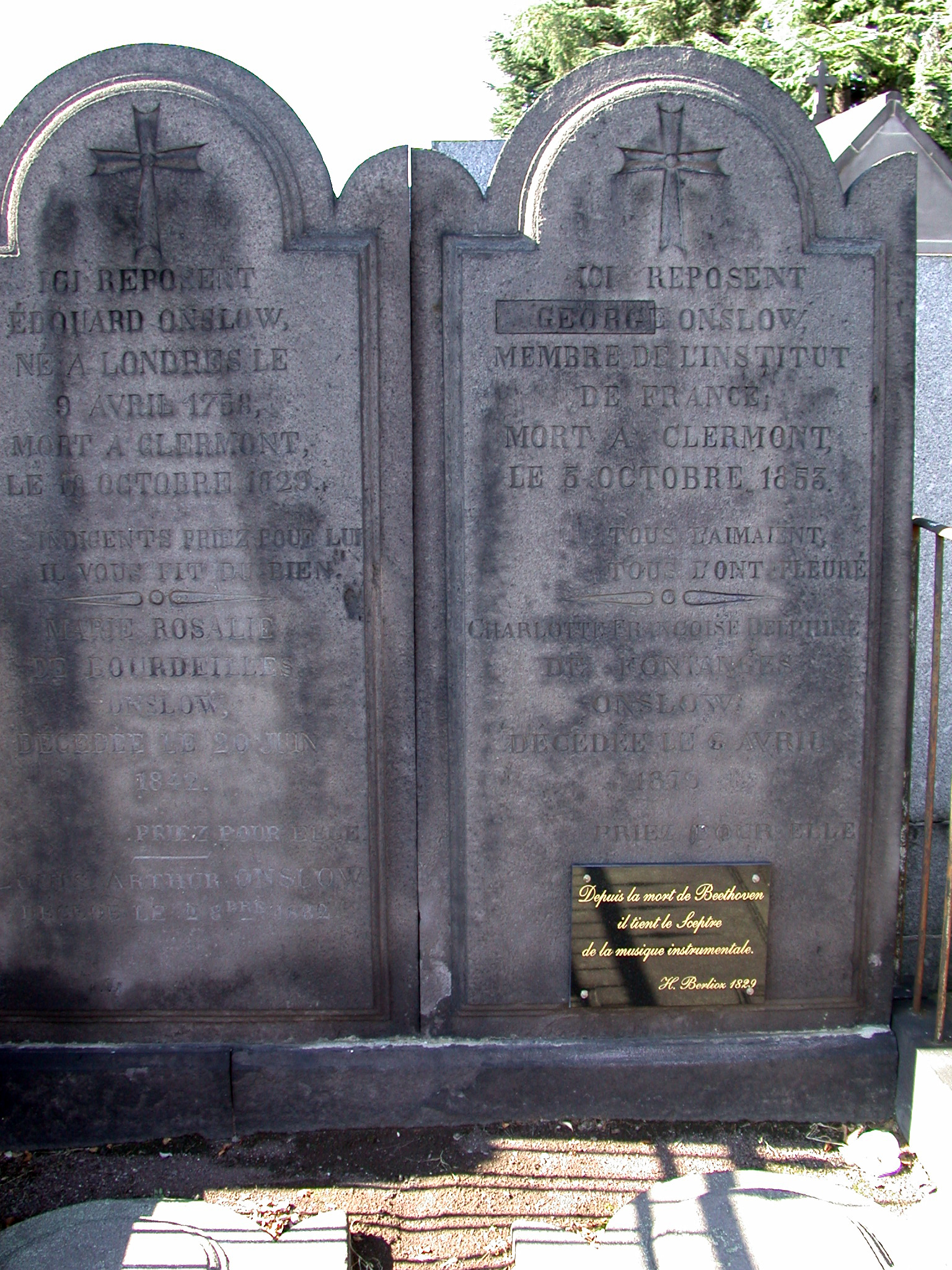
Tombe d'Onslow au cimetière des Carmes.

Tout en ayant une demeure à la campagne, il conserva toujours ses appartements à Clermont : tout d'abord place Michel-de-l'Hospital (qui s'appelait encore place du Marché-aux-Bois au début du XIXe siècle), puis rue Blaise-Pascal, au numéro 2, où il décède des suites d'un accident de chasse. Il repose au cimetière des Carmes, à côté de quelques-unes des grandes familles auvergnates. Sur la plaque de sa tombe, on peut lire la phrase d'Hector Berlioz (1829) : « Depuis la mort de Beethoven, il tient le sceptre de la musique instrumentale ».

## Discographie et concerts
La musique de George Onslow est rarement à l'affiche des concerts, notamment dans la musique de chambre pour cordes. 36 quatuors et 34 quintettes forment le cœur de son catalogue musical et furent à l'origine de sa renommée partout en Europe et auprès des plus grands interprètes de son temps.

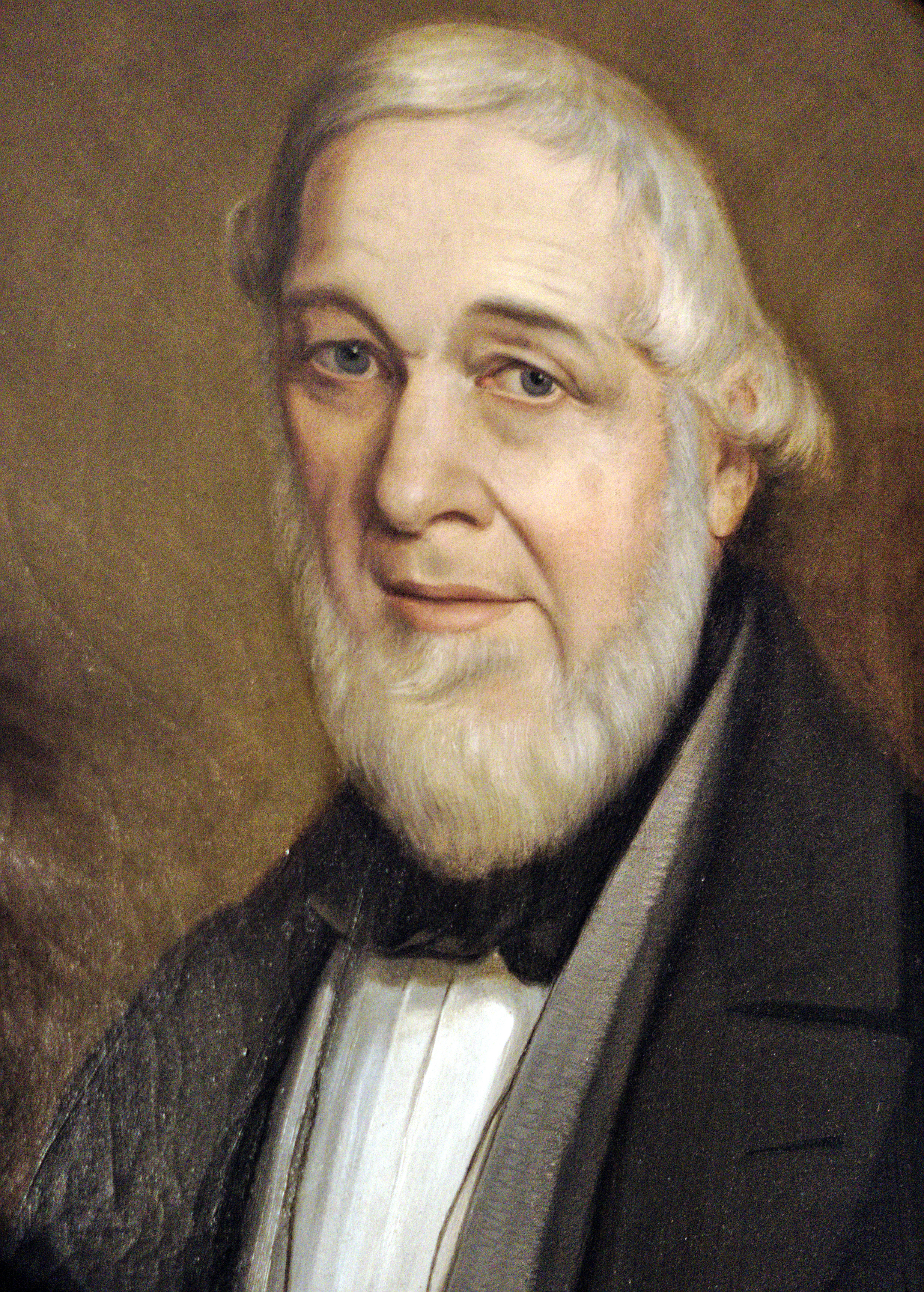
George Onslow par le peintre Malenkiewick château d'Aulteribe

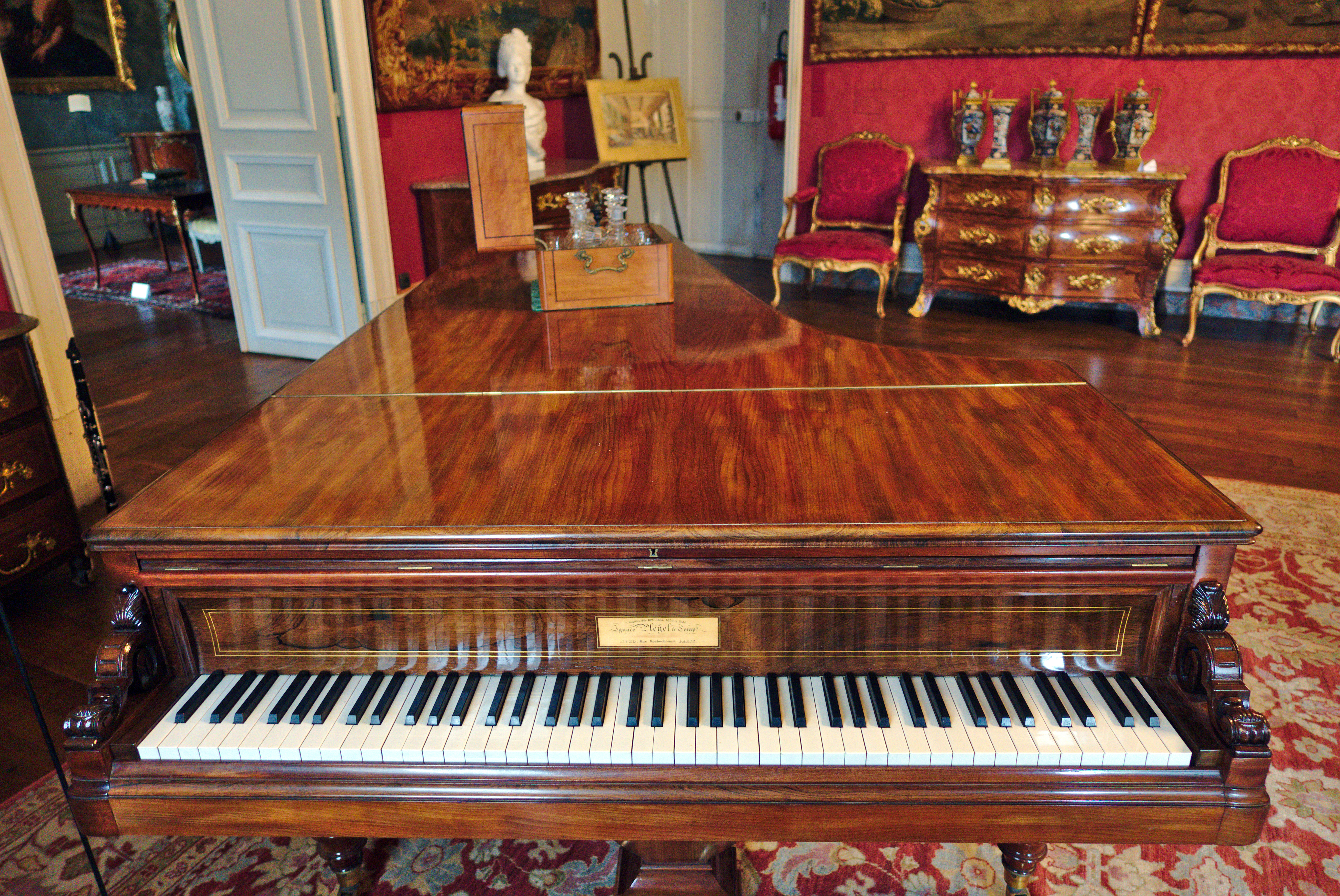
Le piano de George Onslow au château d'Aulteribe

Après la redécouverte qu'en fit Carl de Nys dans les années 1970-80 avec la participation du Quatuor Parrenin, quelques ensembles ont inscrit ponctuellement quelques partitions d'Onslow à leur répertoire (Quatuor Debussy, Quatuor Ruggieri, Quatuor Coull, Quatuor d'Oxford, L'Archibudelli). 
Plusieurs ensembles se consacrent à l'œuvre d'Onslow : 
- le Quatuor Mandelring, qui a enregistré plusieurs CD pour le label CPO
- le Quatuor Ruggieri pour le label Agogique et Aparté et le Salon Romantique qui a enregistré deux CD en quintette à cordes chez Pierre Verany-Arion ainsi que la transcription que George Onslow réalisa pour quatuor à cordes de son opéra Guise ou les États de Blois (chez Lygia Digital)
- Pierre Franck et François Joël Thiollier ont gravé pour Verany une très belle version des sonates pour violoncelles transcrites à l'alto par l'auteur
- Emmanuel Jacques (violoncelle) et Maude Gratton (pianoforte) ont gravé l'intégrale des 3 sonates pour violoncelle et piano pour le label Mirare

Le Quatuor Prima Vista fait figure de défenseur de l'œuvre chambriste de George Onslow : cet ensemble d'origine clermontoise a joué Onslow un peu partout en France, mais aussi à Londres, à New-York et Washington, ainsi qu’en Pologne et en Russie. En Auvergne, il s’est produit dans tous les sites onslowiens : Clermont-Ferrand (chapelle du Bon Pasteur, salon de la Mairie), château de Chalendrat, église de Pérignat-ès-Allier,  château d'Aulteribe, Mirefleurs, La Roche Noire, et Blesle. À ce jour, le répertoire onslowien du Quatuor Prima Vista comporte 14 quatuors à cordes, 5 quintettes à cordes et 1 quintette avec piano, ce qui en fait l’ensemble qui a interprété en concert le plus grand nombre de partitions du « Beethoven français » - une expérience que Prima Vista a partagé notamment avec le public de sa saison clermontoise de 1997 à 2010, lors de plusieurs Journées Onslow, et enfin lors des dix éditions du festival des Soirées Onslow dont il est le créateur. 
En 2003, à l'occasion du 150e anniversaire de la mort d'Onslow, Serge Collot, ancien altiste du Quatuor Parrenin, s'est associé au Quatuor Prima Vista pour interpréter à plusieurs reprises un programme en quintette, remettant ainsi le flambeau de la redécouverte d'Onslow à une nouvelle génération de musiciens.

## Catalogue de ses œuvres
| Opéras                                                |                        |                                 |             |                                 |
| Titre                                                 | Librettistes           | 1re représentation              | Composition | Commentaires                    |
| Les Deux Oncles (Opéra)                               |                        |                                 | 1806        | un exemplaire daté du 6/12/1806 |
| L'Alcade de la Vega (Drame lyrique)                   | Bujec                  | Opéra, 10 août 1824             | 1822-1824   |                                 |
| Le Colporteur ou l'Enfant du bûcheron (Opéra-comique) | Planard                | Opéra-Comique, 22 novembre 1827 | 1826        |                                 |
| Guise ou les États de Blois (Drame lyrique)           | Planard, Saint-Georges | Opéra-Comique, 8 septembre 1837 | 1835-1836   |                                 |

| Quatuors à cordes |                                             |      |             |                                          |
| Titre             | Tonalités                                   | Opus | Composition | Commentaires                             |
| no 1 à 3          | Si bémol Majeur, Ré Majeur, La mineur       | 4    | 1810        |                                          |
| no 4 à 6          | Do mineur, Fa Majeur, La Majeur             | 8    | 1815        |                                          |
| no 7 à 9          | Sol mineur, Do Majeur, Fa mineur            | 9    | 1815        |                                          |
| no 10 à 12        | Sol Majeur, Ré mineur, Mi bémol Majeur      | 10   | 1815        |                                          |
| no 13 à 15        | Si bémol Majeur, Mi mineur, Mi bémol Majeur | 21   | 1823        |                                          |
| no 16 à 18        | Mi mineur, MI bémol Majeur, Ré Majeur       | 36   | 1828        | arrangement des trois trios de l'opus 14 |
| no 19 à 21        | Fa dièse mineur, Fa Majeur, Sol Majeur      | 46   | 1833        |                                          |
| no 22             | Do Majeur                                   | 47   | 1833        |                                          |
| no 23             | La Majeur                                   | 48   | 1834        |                                          |
| no 24             | Mi mineur                                   | 49   | 1834        |                                          |
| no 25             | Si bémol Majeur                             | 50   | 1834        |                                          |
| no 26             | Do Majeur                                   | 52   | 1834        |                                          |
| no 27             | Ré mineur                                   | 53   | 1834        |                                          |
| no 28             | Mi bémol Majeur                             | 54   | 1835        |                                          |
| no 29             | Ré mineur                                   | 55   | 1835        |                                          |
| no 30             | Do mineur                                   | 56   | 1835        |                                          |
| no 31             | Si bémol Majeur                             | 62   | 1841        |                                          |
| no 32             | Ré mineur                                   | 63   | 1841        |                                          |
| no 33             | Do mineur                                   | 64   | 1841        |                                          |
| no 34             | Sol mineur                                  | 65   | 1842        |                                          |
| no 35             | Ré Majeur                                   | 66   | 1844        |                                          |
| no 36             | La Majeur                                   | 69   | 1845        |                                          |
| Duc de Guise      |                                             | 60   | 1838        | arrangé en deux suites                   |

| Quintettes |                                       |      |             |                                                  |
| Titre      | Tonalités                             | Opus | Composition | Commentaires                                     |
| no 1 à 3   | Mi mineur, Mi bémol Majeur, Ré mineur | 1    | 1806        | à deux altos (celui en Mi b à deux violoncelles) |
| no 4       | Sol mineur                            | 17   | 1821        |                                                  |
| no 5       | Ré Majeur                             | 18   | 1821        |                                                  |
| no 6       | Mi mineur                             | 19   | 1821        |                                                  |
| no 7       | Mi bémol Majeur                       | 23   | 1821        |                                                  |
| no 8       | Ré mineur                             | 24   | 1824        |                                                  |
| no 9       | Do Majeur                             | 25   | 1824        |                                                  |
| no 10      | Fa mineur                             | 32   | 1828        | avec contrebasse                                 |
| no 11      | Si bémol Majeur                       | 33   | 1824        | avec contrebasse                                 |
| no 12      | La mineur                             | 34   | 1824        | avec contrebasse                                 |
| no 1 3     | Sol Majeur                            | 35   | 1824        | avec contrebasse                                 |
| no 1 4     | Fa Majeur                             | 37   | 1829        | à deux violoncelles                              |
| no 15      | Do mineur                             | 38   | 1829        | dit « La Balle » à deux violoncelles             |
| no 16      | Mi Majeur                             | 39   | 1829        | à deux violoncelles                              |
| no 17      | Si mineur                             | 40   | 1830        | à deux violoncelles                              |
| no 18      | Mi bémol Majeur                       | 43   | 1832        | à deux violoncelles                              |
| no 19      | Do Majeur                             | 44   | 1832        | à deux violoncelles                              |
| no 20      | Ré mineur                             | 45   | 1832        | à deux violoncelles                              |
| no 21      | Sol mineur                            | 51   | 1834        | à deux violoncelles                              |
| no 22      | Mi bémol Majeur                       | 57   | 1835        | à deux violoncelles                              |
| no 23      | La mineur                             | 58   | 1836        | à deux violoncelles                              |
| no 24      | Ré mineur                             | 59   | 1837        | à deux violoncelles                              |
| no 25      | Fa mineur                             | 61   | 1839        | à deux violoncelles                              |
| no 26      | Do mineur                             | 67   | 1844        | violoncelle et contrebasse                       |
| no 27      | Ré Majeur                             | 68   | 1845        | à deux violoncelles                              |
| no 28      | Sol mineur                            | 72   | 1847        | à deux violoncelles                              |
| no 29      | Mi bémol Majeur                       | 73   | 1847        | à deux violoncelles                              |
| no 30      | Mi mineur                             | 74   | 1848        | à deux violoncelles                              |
| no 31      | La Majeur                             | 75   | 1848        | à deux violoncelles                              |
| no 32      | Ré mineur                             | 78   | 1848        | à deux altos                                     |
| no 33      | Do mineur                             | 80   | 1851        | à deux altos                                     |
| no 34      | Mi Majeur                             | 82   | 1851        | à deux altos                                     |

| Sonates pour violon et piano |                                       |      |             |              |
| Titre                        | Tonalités                             | Opus | Composition | Commentaires |
| no 1 à 3                     | Ré Majeur, Mi bémol Majeur, Fa mineur | 11   | 18          |              |
| no 4                         | Fa Majeur                             | 15   | 18          |              |
| no 5                         | Mi Majeur                             | 29   | 18          |              |
| no 6                         | Sol mineur                            | 31   | 18          |              |

| Sonates pour violoncelle et piano |                                 |      |             |                                     |
| Titre                             | Tonalités                       | Opus | Composition | Commentaires                        |
| no 1 à 3                          | Fa Majeur, Do mineur, La Majeur | 16   | 18          | partie violoncelle prévue pour alto |

| Trios pour violon, violoncelle et piano |                                       |      |             |              |
| Titre                                   | Tonalités                             | Opus | Composition | Commentaires |
| no 1 à 3                                | La Majeur, Do Majeur, Sol mineur      | 3    | 18          |              |
| no 4 à 6                                | Mi mineur, Mi bémol Majeur, Ré Majeur | 14   | 18          |              |
| no 7                                    | Ré mineur                             | 20   | 1822        |              |
| no 8                                    | Do mineur                             | 26   | 1823        |              |
| no 9                                    | Sol Majeur                            | 27   | 1823        |              |
| no 10                                   | Fa mineur                             | 83   | 1851-1852   |              |

| Œuvre pour hautbois et piano |           |           |             |                           |
| Titre                        | Tonalités | Opus      | Composition | Commentaires              |
| Andantino                    |           | sans opus | 1843        | inédit (album de G. Vogt) |

| Quintettes pour violon, alto, violoncelle, contrebasse et piano |                 |        |             |                                                                 |
| Titre                                                           | Tonalités       | Opus   | Composition | Commentaires                                                    |
| no 1                                                            | Si mineur       | 70     | 1846        | partie second violoncelle prévue (à la place de la contrebasse) |
| no 2                                                            | Sol Majeur      | 76     | 1847        | arrangement de la symphonie no 4                                |
| no 3                                                            | Si bémol Majeur | 79 bis | 1851        | partie second violoncelle prévue (à la place de la contrebasse) |

| Quintette à vent (flûte, hautbois, clarinette, cor et basson) |           |      |             |              |
| Titre                                                         | Tonalités | Opus | Composition | Commentaires |
| Quintette à vent                                              | Fa Majeur | 81   | 1851        |              |

| Sextuors pour flûte, clarinette, cor, basson, contrebasse et piano |                 |        |             |                        |
| Titre                                                              | Tonalités       | Opus   | Composition | Commentaires           |
| no 1                                                               | Mi bémol Majeur | 30     | 1824        |                        |
| no 2                                                               | La Majeur       | 77 bis | 1848        | arrangement de Nonette |

| Septuor pour flûte, hautbois, clarinette, cor, basson, contrebasse et piano |                 |      |             |              |
| Titre                                                                       | Tonalités       | Opus | Composition | Commentaires |
|                                                                             | Si bémol Majeur | 79   | 1849        |              |

| Nonette pour flûte, hautbois, clarinette, cor, basson, violon, alto, violoncelle et contrebasse |           |      |             |              |
| Titre                                                                                           | Tonalités | Opus | Composition | Commentaires |
|                                                                                                 | La mineur | 77   | 1848        |              |

| Œuvres pour piano                        |                                                                                    |           |             |                                   |
| Titre                                    | Tonalités                                                                          | Opus      | Composition | Commentaires                      |
| Sonate                                   | Do mineur                                                                          | 2         | 1806        |                                   |
| Airs écossais varié                      | Mi bémol Majeur                                                                    | 5         | 1810        |                                   |
| Toccata                                  | Do Majeur                                                                          | 6         | 1810        |                                   |
| Duo no 1 pour piano à quatre mains       | Mi mineur                                                                          | 7         | 1816        |                                   |
| Variations sur l'air Charmante Gabrielle | La mineur                                                                          | 12        | 1816        |                                   |
| Introduction, variations et finale       | Sol mineur                                                                         | 13        | 1816        | sur l'air Aussitôt que la Lumière |
| Duo no 2 pour piano à quatre mains       | Fa mineur                                                                          | 22        | 1823        |                                   |
| Thème anglais varié                      | La Majeur                                                                          | 28        | 1824        |                                   |
| Andante pour piano                       |                                                                                    | sans opus | 1824        | album de M. Szymanouwska          |
| Allegro agitato pour piano               | Sol mineur                                                                         | sans opus | sans date   | inédit (album de F. Mendelssohn)  |
| Allegro agitato pour piano               | Si bémol mineur                                                                    | sans opus | sans date   | inédit                            |
| Allegro moderato                         | Fa dièse mineur                                                                    | sans opus | sans date   | inédit                            |
| Andantino con moto pour piano            | Mi mineur                                                                          | sans opus | 1844        | inédit (album de J.P. Dantan)     |
| Mijmering                                |                                                                                    | sans opus | 1844        | Édition particulière hollandaise  |
| six pièces                               | Mi bémol Majeur, La Majeur, La bémol Majeur, Si bémol Majeur, Mi Majeur, Mi Majeur | sans opus | sans date   | Flaxland                          |
| Fantaisie composée sur l'Ange gardien    | Si bémol Majeur                                                                    | sans opus | 1849        | romance d'Adolphe Favre (1847)    |
| Sonate no 2                              |                                                                                    | sans opus | sans date   | inédite                           |
| Pièce en trio                            |                                                                                    | sans opus | 1841        | inédite                           |

| Symphonies |            |      |             |                                  |
| Titre      | Tonalités  | Opus | Composition | Commentaires                     |
| no 1       | La Majeur  | 41   | 1830        |                                  |
| no 2       | Ré mineur  | 42   | 1831        |                                  |
| no 3       | Fa mineur  | 32   | 1833        | arrangement du quintette opus 32 |
| no 4       | Sol Majeur | 71   | 1846        |                                  |

| Œuvres vocales                                    |           |           |             |                                                    |
| Titre                                             | Tonalités | Opus      | Composition | Commentaires                                       |
| La Garde du corps (romance)                       |           |           | 1815        |                                                    |
| La Jeune Grecque (romance avec chœurs)            |           |           | 1826        | Paroles de Jean-Joseph Vaissière                   |
| Le Premier Baron chrétien (nocturne)              |           |           | 1826        | Paroles de Charles Hubert Millevoye                |
| Ave Maria à quatre voix                           |           |           | 1838        | Paroles de J. J. Vaissière                         |
| Caïn ou la Mort d'Abel pour basse et orchestre    |           |           | 1846        | grande scène dramatique - paroles de Saint-Hilaire |
| Cantique à la Sainte-Vierge                       |           |           | sans date   | partition au château d'Aulteribe                   |
| Le Printemps, nocturne                            |           |           | 1826        |                                                    |
| Accompagnement d'une romance Souvenirs d'Auvergne |           |           | 1841        |                                                    |
| Les Regrets, romance                              |           | sans opus | sans date   | Mme Guérin                                         |
| Le Dante dans le Paradis, ballade vocale          |           | sans opus | 1835        | inédit (album de Rossini)                          |

## Œuvres principales
- Trio pour piano et cordes opus 83

## Hommages
- Un collège porte son nom à Lezoux (Puy-de-Dôme).
- Des rues portent son nom à Clermont-Ferrand, Gerzat, La Roche-Noire et Riom (Puy-de-Dôme), à Montpellier (Hérault) et à Pertuis (Vaucluse), ainsi qu'une esplanade aux Martres-de-Veyre (Puy-de-Dôme).

## Distinctions
- Chevalier de la Légion d'honneur[réf. nécessaire]
- Membre honoraire de la Royal Philharmonic Society (1829)[7]